# Стив Џобс (књига)
Стив Џобс (енгл. Steve Jobs) је ауторизована истоимена биографија америчког пословног магната и суоснивача компаније Епл, Стива Џобса. Књигу је на Џобсов захтев написао Волтер Ајзаксон (енгл. Walter Isaacson), бивши руководилац у CNN-у и часопису Тајм, који је претходно написао најпродаваније биографије Бенџамина Френклина и Алберта Ајнштајна .  Српско издање објавила је издавачка куча Лагуна 2012. упреводу Горана Скробоње.
Књига представља хронику бурног живота и жестоке личности креативног предузетника чија је страст према савршенству и махнити нагон за делањем донео револуцију у шест привредних грана: у персоналним рачунарима, анимираним филмовима, музици, телефонима, таблет рачунарству и дигиталном издаваштву.
На основу више од 40 интервјуа са Џобсом обављених током две године — поред интервјуа са више од 100 чланова породице, пријатеља, противника, конкурената и колега — Ајзаксону је дат „невиђен“ приступ Џобсовом животу. За Џобса се каже да је охрабривао интервјуисане људе да говоре искрено. Иако је Џобс сарађивао у вези са књигом, није тражио никакву контролу над њеним садржајем осим корица књиге и одрекао се права да је прочита пре него што буде објављена. Описујући своје писање, Ајзаксон је прокоментарисао да се трудио да заузме уравнотежен поглед на своју тему, а да притом не улепшава Џобсове мане.
The book was released on October 24, 2011, by Simon & Schuster in the United States, 19 days after Jobs's death.
Књига је објављена 24. октобра 2011. године од стране издавачке куће Simon &amp; Schuster у Сједињеним Државама, 19 дана након Џобсове смрти. 
Филмска адаптација коју је написао Арон Соркин, а режирао Дени Бојл, са Мајклом Фасбендером у главној улози, објављена је 9. октобра 2015. године.

## Изглед

### Предња корица
Насловна страна користи фотографију Стива Џобса коју је наручио часопис Форчун 2006. године за портфолио моћних људи. Фотографију је снимио Алберт Вотсон.
Када је фотографија снимљена, рекао је да је инсистирао да има три сата за подешавање опреме, додајући да је желео да „[свако снимање] буде што је могуће брже подмазано за [субјекта].“ Када је Џобс стигао, није одмах погледао Вотсона, већ опрему, фокусирајући се на Вотсонову камеру формата 4×5 пре него што је рекао: „Вау, снимаш на филм.“ 
Ако погледате тај снимак, можете видети интензитет. Моја намера је била да гледајући га знате да је овај момак паметан. Касније сам чуо да је то његова омиљена фотографија свих времена. — Алберт Вотсон
Џобс је Вотсону дао сат времена — дуже него што је дао већини фотографа за портретно снимање. Вотсон је наводно наложио Џобсу да оствари „95 одсто, скоро 100 одсто контакта очима са камером“ и да „размисли о следећем пројекту који има на столу“, поред тога што је размислио о случајевима када су га људи изазивали. 
The title font is Helvetica.
Фонт наслова је Helvetica. 

### Задња корица
На задњој корици је још један фотографски портрет Џобса снимљен у његовој дневној соби у Вудсајду, Калифорнија, у фебруару 1984. године, а направио га је Норман Сиф. У чланку Иза корица  који је објавио часопис Тајм, Сиф се сећа како су он и Џобс „само седели“ на поду његове дневне собе, разговарајући о „креативности и свакодневним стварима“, када је Џобс напустио собу и вратио се са Макинтошом 128К (оригиналним Макинтош рачунаром). Џобс се „[срушио]“ у положај лотоса држећи рачунар у крилу када је Сиф направио фотографију. 
Касније смо направили још неколико снимака, а он је чак урадио и неколико јога поза – подигао је ногу и ставио је преко рамена – и ја сам једноставно помислио да смо два момка који се друже, ћаскају и уживају у вези. Није било као да је овде било концептуализације – ово је било потпуно импровизовано, спонтаност за коју никада нисмо мислили да ће постати култна слика. — Норман Сиф

### Наслов
Радни наслов књиге, (енгл. iSteve: The Book of Jobs) iSteve: Књига о пословима, изабрало је одељење за односе с јавношћу издавача Сајмон и Шустер. Иако аутор Волтер Ајзаксон „никада није био сасвим сигуран у то“, његова супруга и ћерка наводно јесу. Међутим, сматрале су да је „превише слатко“ и као резултат тога, Ајзаксон је убедио издавача да промени наслов у нешто „једноставније и елегантније“. 
Наслов Стив Џобс је наводно изабран да би одражавао Џобсов „минималистички“ стил и да би се нагласила аутентичност биографије, додатно је разликујући од неауторизованих публикација, као што је Стив Џобс: Највећи други чин у историји бизниса са iCon- а, аутора Џефрија Јанга. 

### Поглавља
Многа поглавља у књизи имају поднаслове, који се подударају у различитим верзијама аудио књига, што резултира листама које приказују преко 150 поглавља, када постоји само 42 поглавља. Аудио књига садржи грешку у наслову једног поглавља, наводећи 41. поглавље као „Трећа рунда, бескрајна борба“ уместо „Трећа рунда, борба у сумрак“ како је објављено.
Поглавља у књизи су:
- Ликови
- Увод: Како је настала ова књига
- ПРВО ПОГЛАВЉЕ - Детињство: Напуштен и изабран
- ДРУГО ПОГЛАВЉЕ - Чудни пар: Два Стива
- ТРЕЋЕ ПОГЛАВЉЕ - Пропали студент: Укључи се, пронађи се...
- ЧЕТВРТО ПОГЛАВЉЕ - Атари и Индија: Зен и уметност дизајнирања игара
- ПЕТО ПОГЛАВЉЕ - Epl I:  Укључи, подигни систем, прикачи се...
- ШЕСТО ПОГЛАВЉЕ - Epl II: Освит новог доба
- СЕДМО ПОГЛАВЉЕ - Крисан и Лиса: Онај кога напусте
- ОСМО ПОГЛАВЉЕ - Ксерокс и „лиса“: Графички кориснички интерфејси
- ДЕВЕТО ПОГЛАВЉЕ - Излазак на берзу: Човек богат и славан
- ДЕСЕТО ПОГЛАВЉЕ - Мек је рођен: Кажеш да желиш револуцију...
- ЈЕДАНАЕСТО ПОГЛАВЉЕ - Поље изобличења стварности: Игра по сопственим правилима
- ДВАНАЕСТО ПОГЛАВЉЕ - Дизајн: Прави уметници поједностављују
- ТРИНАЕСТО ПОГЛАВЉЕ - Изградња мека: Путовање је награда
- ЧЕТРНАЕСТО ПОГЛАВЉЕ - Скалијев долазак: Пепси-изазов
- ПЕТНАЕСТО ПОГЛАВЉЕ - Промоција: Улубљење универзума
- ШЕСНАЕСТО ПОГЛАВЉЕ - Гејтс и Џобс: Кад се орбите пресеку
- СЕДАМНАЕСТО ПОГЛАВЉЕ - Икар: Ко високо лети...
- ОСАМНАЕСТО ПОГЛАВЉЕ - Некст: Ослобођени Прометеј
- ДЕВЕТНАЕСТО ПОГЛАВЉЕ - Пиксар: Технологија у сусрету с уметношћу
- ДВАДЕСЕТО ПОГЛАВЉЕ - Обичан лик: Љубав је само реч и ништа више
- ДВАДЕСЕТ ПРВО ПОГЛАВЉЕ - Породични човек:  Код куће с кланом Џобсових
- ДВАДЕСЕТ ДРУГО ПОГЛАВЉЕ - Прича о играчкама: Баз и Вуди – спас у последњи час
- ДВАДЕСЕТ ТРЕЋЕ ПОГЛАВЉЕ - Други долазак: Ал каква се то звер, свој час дочекав...
- ДВАДЕСЕТ ЧЕТВРТО ПОГЛАВЉЕ - Рестаурација: Онај што сад губи
- ДВАДЕСЕТ ПЕТО ПОГЛАВЉЕ - Мислите другачије:  Џобс као вршилац дужности
- ДВАДЕСЕТ ШЕСТО ПОГЛАВЉЕ - Принципи дизајна: Студио Џобса и Ајва
- ДВАДЕСЕТ СЕДМО ПОГЛАВЉЕ - Ајмек: Здраво (опет)
- ДВАДЕСЕТ ОСМО ПОГЛАВЉЕ - Генерални директор: Луд и после свих ових година
- ДВАДЕСЕТ ДЕВЕТО ПОГЛАВЉЕ - Еплове продавнице: Барови за генијалце и мермер из Сијене
- ТРИДЕСЕТО ПОГЛАВЉЕ - Дигитални чвор: Од ајтјунса до ајпода
- ТРИДЕСЕТ ПРВО ПОГЛАВЉЕ - iTunes Store – продавница музике: Ја сам Чаробни Фрулаш
- ТРИДЕСЕТ ДРУГО ПОГЛАВЉЕ - Човек од музике: Звучна подлога његовог живота
- ТРИДЕСЕТ ТРЕЋЕ ПОГЛАВЉЕ - Пиксарови пријатељи: ... и непријатељи
- ТРИДЕСЕТ ЧЕТВРТО ПОГЛАВЉЕ - Мек за двадесет први век: Оно чиме се Епл одликује
- ТРИДЕСЕТ ПЕТО ПОГЛАВЉЕ - Прва рунда: Мементо мори
- ТРИДЕСЕТ ШЕСТО ПОГЛАВЉЕ - Ајфон: Три револуционарна производа у једном
- ТРИДЕСЕТ СЕДМО ПОГЛАВЉЕ - Друга рунда: Канцер се враћа
- ТРИДЕСЕТ ОСМО ПОГЛАВЉЕ - Ајпед: Ступање у пост-ПЦ доба
- ТРИДЕСЕТ ДЕВЕТО ПОГЛАВЉЕ - Нове битке: И одјеци старих
- ЧЕТРДЕСЕТО ПОГЛАВЉЕ - До бескраја: Облак, свемирски брод и бескрај
- ЧЕТРДЕСЕТ ПРВО ПОГЛАВЉЕ - Трећа рунда: Борба у сумрак
- ЧЕТРДЕСЕТ ДРУГО ПОГЛАВЉЕ - Заоставштина: Најблиставије небо изума

## Рецепција
Џенет Маслин је у рецензији књиге за Њујорк тајмс помешала благе критике са похвалама. Маслин је написала да Ајзаксонова биографија представља „енциклопедијски преглед свега што је господин Џобс постигао, препун страсти и узбуђења које заслужује“. 
Више чланова породице и блиских колега Стива Џобса изразило је неодобравање, укључујући Лорен Пауел Џобс, Тима Кука и Џонија Ајва.    Кук је приметио да је биографија учинила Џобсу „огромну медвеђу услугу“ и да „није дочарала особу. Особа о којој сам тамо читао је неко са ким никада не бих желео да радим све ово време“.  Ајв је рекао о књизи да „мој презир не може бити мањи“.  
Комерцијално, биографија је била значајан успех, продавши више од три милиона примерака само у Сједињеним Државама до 2015. године. 

## Филмска адаптација
Стив Џобс је драмски филм заснован на животу суоснивача компаније Епл, Стива Џобса, са Мајклом Фасбендером у главној улози. Филм је режирао Дени Бојл, продуцирао Скот Рудин, а сценарио је написао Арон Соркин (са адаптацијом и Ајзаксоновог Стива Џобса, као и интервјуа које је водио Соркин).

## Остали медији
Изводи из биографије били су тема разних часописа, поред интервјуа са аутором, Волтером Ајзаксоном. 
Да би обележили Џобсов живот након његове смрти 5. октобра 2011. године, часопис TIME је објавио комеморативно издање 8. октобра 2011. године. Насловна страна издања је била портрет Џобса, који је снимио Норман Сиф, на којем он седи у положају лотоса држећи оригинални Macintosh рачунар. Портрет је објављен у часопису Rolling Stone у јануару 1984. године и налази се на задњој корици књиге Стив Џобс. Ово издање је означило осми пут да се Џобс појавио на насловној страни часописа Тајм.  Издање је садржало фотографски есеј Дајане Вокер, ретроспективу о компанији Apple коју су написали Хари Мекракен и Лев Гросман, и есеј од шест страница Волтера Ајзаксона. Ајзаксонов есеј је послужио као преглед Стива Џобса и описао је како му је Џобс понудио књигу. 
Bloomberg Businessweek је такође објавио комеморативно издање свог часописа у знак сећања на живот Џобса. Насловна страна часописа карактерише једноставност у стилу Епла, са црно-белом фотографијом Џобса изблиза и његових година рођења и смрти. У знак почасти Џобсовом минималистичком стилу, издање је објављено без реклама. Садржало је опсежне есеје Стива Џарветсона, Џона Скалија, Шона Вајзлија, Вилијама Гибсона и Волтера Ајзаксона. Слично комеморативном издању часописа Тајм, Ајзаксонов есеј је послужио као преглед Стива Џобса.
Часопис Fortune је 24. октобра 2011. године објавио ексклузивни одломак из биографије, фокусирајући се на однос „пријатељ-непријатељ“ који је Џобс имао са Билом Гејтсом. 

## Награде и почасти
Чак и након касног објављивања те године, књига је постала најпродаванија на Амазону за 2011. годину. 
- Награда за пословну књигу године часописа Financial Times и Goldman Sachs за 2012. годину, у ужем избору [24]
- Бестселер Њујорк тајмса из 2011.
- Најбоља књига, публицистика, часопис Christian Science Monitor за 2011. годину
- Најбоље књиге године часописа Тајм за 2011. годину